# Farley Granger
Farley Granger (San José, Califòrnia, Estats Units, 1 de juliol de 1925 − 27 de març de 2011) va ser un actor estatunidenc.

## Carrera

### Els amants de la nit
Farley Granger és descobert a l'edat de divuit anys pel productor Samuel Goldwyn, que l'introdueix en el cinema gràcies a la pel·lícula L'estrella del Nord, de Lewis Milestone, el 1943, i l'any següent, amb el mateix director, actua a The Purple Heart; a les dues pel·lícules, Dana Andrews és la protagonista. Després Granger entra a la marina.
Després de la guerra, obté el primer paper a Els amants de la nit, de Nicholas Ray 1948, pel·lícula de culte avui però un fracàs a la seva estrena; el mateix any, Alfred Hitchcock li dona el paper de l'estudiant Philip Charles en el film de suspens La soga, al costat de James Stewart i John Dall.
Havent signat un contracte de cinc anys amb la Metro-Goldwyn-Mayer, fa la seva entrada a la producció amb Enchantment, d'Irving Reis… sempre el 1948...
El 1949, la pel·lícula Roseanna McCoy hauria hagut de reafirmar l'actor en el setè art, tanmateix la recaptació resultarà decebedora.
En el transcurs de l'any 1950, actua a Side Street d'Anthony Mann, on retroba la seva companya dels Amants de la nit, mentre que la Metro-Goldwyn-Mayer li busca papers per confirmar la seva carrera.
Our Very Own de David Miller, davant d'Ann Blyth, i Edge of Doom de Mark Robson, on rivalitza amb Dana Andrews (les dues de 1950), van formar part del projecte de la MGM en relació amb Farley Granger... però van fracassar igualment.

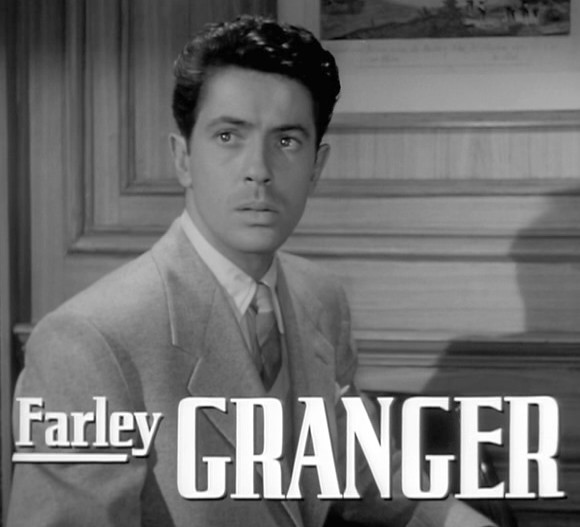
Estranys en un tren (1951)

### Estranys en un tren
1951 marca tanmateix el zenit de la seva carrera: Alfred Hitchcock, volant a la seva recuperació, li dona el paper del jugador de tennis Guy Haines, a Estranys en un tren. Malgrat els elogis que rep l'obra, Alfred Hitchcock no deixarà d'opinar sobre el jove actor, afirmant que la pel·lícula hauria pogut ser més verídica amb un actor millor.
En els anys següents, actua amb Shelley Winters a Behave Yourself! de George Beck (també el 1951), amb Jeanne Crain en un esquetx de Henry King el 1952, Ann Miller a Small Town Girl, però és eclipsat per Danny Kaye amb Zizi Jeanmaire a Hans Christian Andersen de Charles Vidor, una de les últimes pel·lícules que farà per la Metro-Goldwyn-Mayer. L'any següent, davant de Leslie Caron, actua a Història de tres amors dirigida per Vincente Minnelli.

### Senso
El 1954, Luchino Visconti li dona el paper detestable i seductor del Tinent Franz Mahler a l'obra Senso. Davant d'Alida Valli, fa la seva primera interpretació europea, autoritzada per la MGM perquè el seu contracte amb l'estudi vencia el 1955 - interpretació que serà considerada llavors com la millor de la seva carrera. Tanmateix la parella estrella havia estat imposada a Visconti, que desitjava Ingrid Bergman i Marlon Brando (Laurence Schifano Visconti). Aquesta última relata igualment que el cèlebre cineasta italià "tenia tendència a confondre [Farley Granger] amb el seu personatge"...
L'any següent, encara actua a The Girl on the Red Velvet Swing, de Richard Fleischer, al costat de Joan Collins i Ray Milland però aquest mateix any marca una aturada de quinze anys en la seva carrera cinematogràfica: s'eclipsa del setè art, preferint el teatre, ja que, va afirmar, se sentia més lliure sobre l'escena que sobre un plató de cinema.
El 1957, va interpretar l'obra The Carefree Tree, a Broadway i té el 1968 un paper al telefilm Laura, al costat de Lee Radziwill. Treballa molt per a la televisió, amb Sidney Lumet i Franklin J. Schaffner per exemple, creuant-se amb actors de primera fila, passant de l'univers de Sinclair Lewis al de Henry James…
A partir de 1970, va rodar diverses produccions italianes entre les quals Lo chiamavano Trinità d'Enzo Barboni (E.B. Clucher), i a França Le Serpent d'Henri Verneuil (1973).
El 1974 l'actor torna a la televisió americana com a estrella convidada, de The Six Million Dollar Man a S'ha escrit un crim, no apareixent ja en composicions notables en el cinema (la seva última pel·lícula serà la comèdia The Next Big Thing el 2001). El 1979, torna a l'escena amb A Month In The Country i The Streets of New York, dues produccions de Broadway.
El 2007 publica les seves memòries, Include Me Out: My Life From Goldwyn to Broadway, redactats en col·laboració amb el productor Robert Calhoun, el seu company des de 1963. Diu que el teatre el va decebre una mica però que la televisió dels anys 50 - en directe - li ha agradat molt.

## Filmografia selecta[3]
- 1943: The North Star de Lewis Milestone
- 1944: The purple heart de Lewis Milestone amb Dana Andrews i Richard Conte
- 1948: La soga (Rope) d'Alfred Hitchcock - Philip Morgan
- 1948: Enchantment d'Irving Reis amb David Niven, Teresa Wright, Evelyn Keyes
- 1949: Roseanna McCoy d'Irving Reis i Nicholas Ray (no surt als crèdits) amb Joan Evans
- 1949: Els amants de la nit (They Live by Night de Nicholas Ray - Arthur Bowers
- 1950: Side Street pel·lícula negra d'Anthony Mann amb Cathy O'Donnell
- 1950: Our very own de David Miller amb Ann Blyth
- 1950: Edge of doom pel·lícula negra de Mark Robson amb Dana Andrews i Joan Evans
- 1951: Estranys en un tren (Strangers on a Train) d'Alfred Hitchcock - Guy Haines
- 1951: Behave yourself ! comèdia de George Beck amb Shelley Winters
- 1951: I Want You de Mark Robson amb Dana Andrews i Dorothy McGuire
- 1952: O. Henry's Full House, esquetx The Gift of the Magi / El regal dels reis mags de Henry King amb Jeanne Crain - Jim
- 1953: Small Town Girl de Leslie Kardos - Rick Belrow Livingston
- 1953: El fabulós Andersen (Hans Christian Andersen de Charles Vidor
- 1953: The story of three loves de Vincente Minnelli i Gottfried Reinhardt, esquetx Senyoreta amb Leslie Caron, Ethel Barrymore, Zsa Zsa Gabor - i en els altres sketches Kirk Douglas i Pier Angeli, James Mason i Moira Shearer
- 1954: Senso de Luchino Visconti - Franz Mahler
- 1955: The Naked Street pel·lícula negra de Maxwell Shane amb Anne Bancroft i Anthony Quinn
- 1955: The girl in the red velvet swing de Richard Fleischer, biografia d'Evelyn Nesbit amb Joan Collins i Ray Milland

Molta televisió de 1955 a 1970, destacant:
- 1955: Incident in an Alley de Sidney Lumet, escrit per Rod Serling
- 1956: Caesar and Cleopatra de George Bernard Shaw amb Claire Bloom i Cedric Hardwicke - Apollodore
- 1956: Pistolero amb Robert Montgomery
- 1956: Starfish amb Joanne Woodward
- 1957: Circle of Fear amb Lee Remick, Sylvia Sidney
- 1957: The Clouded Image de Franklin J. Schaffner
- 1957: Beyond This Place de Lumet segons A. J. Cronin amb Hurd Hatfield, Shelley Winters
- 1960: The Inn of the Flying Dragon de Sheridan Le Fanu
- 1960: The Music of Romance amb Helen Hayes - Nicholas Rubinstein
- 1960: Arrowsmith d'Alex Segal segons Sinclair Lewis amb Diana Baker, Ellen Burstyn
- 1961: El Presoner de Zenda de Segal segons Anthony Hope - Rupert of Hentzau
- 1961: The Heiress de la novel·la de Washington Square de Henry James amb Julie Harris
- 1966: Nightmare de Robert Stevens amb Julie Harris
- 1967: L'home de ferro i Get Smart
- 1968: Laura guió de Truman Capote amb Arlene Francis, Lee Radziwill / Lee Bouvier al paper del títol, George Sanders com Waldo Lydecker, Robert Stack com Mark McPherson - Shelby Carpenter

Tornada al cinema (sobretot a Itàlia) amb entre altres :
- 1968: Rogues' Gallery, suspens de Leonard Horn
- 1970: Maharlika de Jerry Hopper amb Broderick Crawford
- 1970: Li deien Trinidad (Lo chiamavano Trinità) d'Enzo Barboni - El major Harriman
- 1971: Qualcosa striscia nel buio de Mario Colucci amb Lucia Bosè, Giacomo Rossi Stuart
- 1972: Alla ricerca del piacere de Silvio Amadio
- 1972: Rivelazioni di un maniaco sessuale al capo della squadra mobile de Roberto Bianchi Montero amb Sylva Koscina
- 1973: La rossa della pelle che scotta de Renzo Russo
- 1973: Night Flight from Moscowd'Henri Verneuil: El director informàtic
- 1973: lo chiamavano mezzogiorno de Peter Collinson amb Richard Crenna, Stephen Boyd, Rosanna Schiaffino
- 1973: Amore mio, uccidimi! de Franco Prosperi amb Pamela Tiffin - el seu marit
- 1973: Arnold de Georg Fenady comèdia de terror amb Stella Stevens, Roddy Mcdowall i Elsa Lanchester
- 1974: Polizia chiede aiuto de Massimo Dallamano amb Giovanna Ralli i Mario Adorf
- 1974: La Moglie giovane de Giovanni d'Eramo
- 1977: Pianeta venere d'Elda Tattoli

Després Farley Granger torna a les sèries de televisió americanes, no apareixent més que rarament en el cinema :
- 1974: The Six Million Dollar Man
- 1975: A ploma i a sang, Matt Helm, L'home invisible; The Lives of Jenny Dolan de Jerry Jameson, amb Shirley Jones i Stephen Boyd, i Widow de Jack Lee Thompson (telefilms)
- 1978: Black Beauty segons Anna Sewell amb Eddie Albert, Mel Ferrer, Van Johnson (mini-sèrie)
- 1980 i 1984: The Cruise is having Fun
- 1981: Rosemary's Killer pel·lícula de terror de Joseph Zito
- 1984: Death Mask pel·lícula de Richard Friedman
- 1986: Very Close Quarters de Vladimir Rif amb Shelley Winters i The Whoopee Boys de John Byrum (comèdies)
- 1990: S'ha escrit un crim
- 1995: The Celluloid Closet de Rob Epstein i Jeffrey Friedman (documental)
- 2001: The Next Big Thing de P.J. Posner (comèdia per al cinema)
- 2002: Visconti, the life and times of count Luchino Visconti d'Adam Low (documental Tv)
- 2003: Broadway: The golden age, by the legends who were there de Rick McKay (documental)